# Dekanija Kamnik
Dekanija Kamnik je rimskokatoliška dekanija, ki spada pod okrilje škofije Ljubljana.

## Župnije
- Župnija Gozd
- Župnija Homec
- Župnija Kamnik
- Župnija Komenda
- Župnija Mekinje
- Župnija Motnik
- Župnija Nevlje
- Župnija Sela pri Kamniku
- Župnija Stranje
- Župnija Šmarca - Duplica
- Župnija Šmartno v Tuhinju
- Župnija Špitalič
- Župnija Tunjice
- Župnija Vranja Peč
- Župnija Zgornji Tuhinj